# Danish Junior Cup 2013
Der Danish Junior Cup 2013 fand als bedeutendstes internationales Nachwuchsturnier von Dänemark im Badminton vom 11. bis zum 13. Oktober 2013 in Gentofte statt. Es war die 29. Auflage der Veranstaltung.

## Sieger und Platzierte der Junioren U19
| Disziplin    | Gold                               | Silber                             | Bronze                                |
| ------------ | ---------------------------------- | ---------------------------------- | ------------------------------------- |
| Herreneinzel | Anders Antonsen                    | Victor Svendsen                    | Peter Correll                         |
| Herreneinzel | Anders Antonsen                    | Victor Svendsen                    | Daniel Ojaäär                         |
| Dameneinzel  | Julie Finne-Ipsen                  | Mia Blichfeldt                     | Sofie Holmboe Dahl                    |
| Dameneinzel  | Julie Finne-Ipsen                  | Mia Blichfeldt                     | Iben Bergstein                        |
| Herrendoppel | Victor Svendsen Frederik Søgaard   | Mathias Bay-Smidt Tobias Suder     | Anton Nexø Mikkel Stoffersen          |
| Herrendoppel | Victor Svendsen Frederik Søgaard   | Mathias Bay-Smidt Tobias Suder     | Nicolai Worm Carlsen Mikkel Mortensen |
| Damendoppel  | Julie Finne-Ipsen Rikke S. Hansen  | Isabella Nielsen Maiken Fruergaard | Jenny Moore Victoria Williams         |
| Damendoppel  | Julie Finne-Ipsen Rikke S. Hansen  | Isabella Nielsen Maiken Fruergaard | Cecilie Bjergen Trine Villadsen       |
| Mixed        | Frederik Søgaard Maiken Fruergaard | Mathias Estrup Isabella Nielsen    | Nicolai Worm Carlsen Susan Ekelund    |
| Mixed        | Frederik Søgaard Maiken Fruergaard | Mathias Estrup Isabella Nielsen    | Alexander Bond Rikke S. Hansen        |